# Rustam Kazakov
Rustam Kazakov (n. 2 ianuarie 1947, Toshkent, Republica Sovietică Socialistă Uzbecă, URSS) este un luptător ce a reprezentat Uniunea Republicilor Sovietice Socialiste, medaliat olimpic. A participat la o ediție a Jocurilor Olimpice (1972) în care a câștigat o medalie de aur.

## Participări
Lista de mai jos prezintă principalele competiții la care a participat Rustam Kazakov de-a lungul carierei.
- wrestling at the 1972 Summer Olympics – men's Greco-Roman 57 kg[*]